# Jurij Jenko
Jurij Jenko, slovenski klarinetist in pedagog, * 8. januar 1963, Ljubljana.
Med študijem na Akademiji za glasbo v Ljubljani je prejel študentsko Prešernovo nagrado, sicer pa tudi mednarodna priznanja (nagrada mesta Pariz, 1988). Deluje kot solo-klarinetist v orkestru Slovenske filharmonije in je član pihalnega kvinteta Slowind. Poučuje na ljubljanski SGBŠ.